# Championnats d'Europe féminins de judo 1981
Navigation
Édition précédente Édition suivante
La 7e édition des championnats d'Europe féminins de judo  s'est déroulée les 28 et 29 mars 1981 à Madrid, en Espagne. 

## Résultats
| Épreuves             | Or                      | Argent                      | Bronze                                            |
| -------------------- | ----------------------- | --------------------------- | ------------------------------------------------- |
| - 48 kg super-légers | Birgit Friedrich (FRG)  | Anna De Novellis (ITA)      | Karen Briggs (GBR) Veronika Angelovic Nagy (YUG)  |
| - 52 kg mi-légers    | Edith Hrovat (AUT)      | Loretta Doyle (GBR)         | Erika van Weyen (NED) Moyano Sacramento (ESP)     |
| - 56 kg légers       | Gerda Winklbauer (AUT)  | Andrea Hilger-Solbach (FRG) | Laura Zimbaro (ITA) Liesbeth Beeks (NED)          |
| - 61 kg mi-moyens    | Ann Hughes (GBR)        | Laura Di Toma (ITA)         | Martine Rottier (FRA) Ingrid Berg (FRG)           |
| - 66 kg moyens       | Marie-France Mill (BEL) | Alexandra Schreiber (FRG)   | Edith Simon (AUT) Agneta Andersson (SWE)          |
| - 72 kg mi-lours     | Jocelyne Triadou (FRA)  | Barbara Classen (FRG)       | Ingrid Berghmans (BEL) Karin Posch (AUT)          |
| + 72 kg lourds       | Margherita De Cal (ITA) | Christiane Kieburg (FRG)    | Véronique Vigneron (FRA) Marjolein Van Unen (NED) |
| Toutes catégories    | Barbara Claßen (FRG)    | Ingrid Berghmans (BEL)      | Marjolein van Unen (NED) Maria Teresa Motta (ITA) |

## Tableau des médailles
| Rang | Nation               | Or | Argent | Bronze | Total |
| ---- | -------------------- | -- | ------ | ------ | ----- |
| 1    | Allemagne de l'Ouest | 2  | 4      | 1      | 7     |
| 2    | Autriche             | 2  | 0      | 2      | 4     |
| 3    | Italie               | 1  | 2      | 2      | 5     |
| 4    | Belgique             | 1  | 1      | 1      | 3     |
| 4    | Royaume-Uni          | 1  | 1      | 1      | 3     |
| 6    | France               | 1  | 0      | 2      | 3     |
| 7    | Pays-Bas             | 0  | 0      | 4      | 4     |
| 8    | Yougoslavie          | 0  | 0      | 1      | 1     |
| 8    | Suède                | 0  | 0      | 1      | 1     |
| 8    | Espagne              | 0  | 0      | 1      | 1     |
|      |                      | 8  | 8      | 16     | 32    |

## Sources
- Podiums complets sur le site JudoInside.com.

- Podiums complets sur le site alljudo.net.

- Podiums complets sur le site Les-Sports.info.